# Joe Trohman
Joseph Mark Trohman (* 1. září 1984 Hollywood, Florida) je hlavním kytaristou pop punkové americké skupiny Fall Out Boy a také kytaristou americké metalové kapely The Damned Things.

## Život
Joe Trohman se narodil na Floridě pochází z židovské rodiny a chodil do hebrejské školy. Jeho otec je kardiolog. Vyrůstal v městě South Russell, která leží východně od Ohia, kde žil celkem dvanáct let.
Během školy hrál na pozoun ve školní skupině, kytaře se začal věnovat na druhém stupni školy. Když mu bylo dvanáct rodina se přestěhovala do Chicaga, kde pro zábavu začal hrát v různých kapelách, jednou z nich byla i kapela Arma Angelus, kde potkal Petea Wentze, který v té době v kapele dělal zpěváka.

## Fall Out Boy
Trohmana našel pro Fall Out Boy právě Pete Wentz, tam se setkal se zpěvákem a kytaristou Patrickem Stumpem, který zrovna v té době hrál s kapelami Borders a Neurosis.